# Oenothera britannica
Oenothera britannica är en dunörtsväxtart som beskrevs av K. Rostanski. Oenothera britannica ingår i släktet nattljussläktet, och familjen dunörtsväxter. Inga underarter finns listade i Catalogue of Life.